# Danh sách đơn vị Liên Xô và Đức Quốc xã tham chiến tại Mặt trận Rzhev-Sychyovka-Vyazma
Chiến sự trên Mặt trận Rzhev-Sychyovka-Vyazma là hoạt động quân sự lớn của Chiến tranh Xô-Đức bao gồm nhiều chiến dịch bộ phận do các Phương diện quân Tây, Phương diện quân Kalinin và Phương diện quân Bryansk của Hồng quân Liên Xô chống lại Cụm Tập đoàn quân Trung Tâm của quân đội phát xít Đức. Tổng cộng có 10 chiến dịch lớn của cả hai bên đã diễn ra trên khu vực Rzhev - Sychyovka - Vyazma, phía Tây Moskva từ ngày 8 tháng 1 năm 1942 đến 31 tháng 3 năm 1943. Hàng trăm sư đoàn của hai bên đã tham gia các chiến dịch tại khu vực này. Hai bên đã huy động vào mặt trận này gần 3.000.000 quân, khoảng 21.700 pháo và súng cối, trên 1.600 xe tăng, khoảng 1.350 máy bay. Đây là mặt trận được huy động nhiều binh lực thứ hai sau mặt trận Tây Nam Liên Xô trong hai năm 1942-1943 và có tỷ lệ thương vong/quân số rất cao trong Chiến tranh Xô-Đức: từ 45% đến 65% quân số tham gia ban đầu.

## Quân đội Liên Xô

### Phương diện quân Kalinin
Do trung tướng I. S. Konev (đến tháng 8 năm 1942), trung tướng M. A. Purkayev (đến 4 năm 1943) chỉ huy. Thành phần bao gồm:
- Tập đoàn quân 22 do các thiếu tướng V. I. Vostrukhov (đến tháng 3 năm 1942) và D. M. Seleznev chỉ huy. Biên chế tháng 1 năm 1942 có:
  - Bộ binh: Các sư đoàn bộ binh 178, 179, 186, 220, 357.
  - Pháo binh: Các trung đoàn pháo nòng dài 301, 390; các trung đoàn lựu pháo 43, 545; Tiểu đoàn súng cối 11; các trung đoàn phòng không 183, 397.
  - Thiết giáp: Tiểu đoàn xe tăng 129.
  - Công binh: các tiểu đoàn 115, 251.
- Tập đoàn quân 29 do các thiếu tướng V. I. Shvetsov (đến tháng 9 năm 1942) và E. P. Zhuravlev chỉ huy. Tháng 9 năm 1942, tập đoàn quân này được chuyển giao cho Phương diện quân Tây; tháng 2 năm 1943, nó được rút về lực lượng dự bị của STAVKA. Biên chế tháng 1 năm 1942 gồm có:
  - Bộ binh: Các sư đoàn bộ binh 174, 243, 246, 252, 375; Trung đoàn trượt tuyết 29, các trung đoàn đặc nhiệm 16, 17, 18.
  - Pháo binh: Trung đoàn pháo nòng dài 432, Trung đoàn lựu pháo 644, Trung đoàn pháo chống tăng 873, Trung đoàn phòng không 213.
  - Công binh: Các tiểu đoàn công binh 63, 71, 267
- Tập đoàn quân 30 do thiếu tướng D. D. Lelyushenko (đến 11 năm 1942 và thiều tướng V. I. Kolpakchi chỉ huy. Biên chế tháng 1 năm 1942 gồm có:
  - Bộ binh: Sư đoàn bộ binh cơ giới 107; các sư đoàn bộ binh 185, 251, 348, 363, 365, 371, 379; các sư đoàn kỵ binh 18, 24, 82; các tiểu đoàn bộ binh trượt tuyết 75, 76; Tiểu đoàn bộ binh độc lập 307.
  - Pháo binh: Các trung đoàn lựu pháo 392, 542; các tiểu đoàn pháo chống tăng 13, 24, 29, 43; Tiểu đoàn súng cối 12; các tiểu đoàn phòng không 61, 651.
  - Thiết giáp: Các lữ đoàn xe tăng 8, 21, 35, 58; các trung đoàn cơ giới 2, 46; Tiểu đoàn xe tăng đọc lập 145; Tiểu đoàn thiết giáp phòng không độc lập 21.
  - Công binh: Tiểu đoàn dò phá mìn 60, Tiểu đoàn cầu phà 133, Tiểu đoàn công binh công trình 263.
  - Không quân: Phi đội trinh sát, liên lạc 593.
- Tập đoàn quân 39 (thành lập lần thứ nhất ngày 15-11-1941) do trung tướng I. I. Maslenikov chỉ huy. Biên chế ban đầu gồm có:
  - Bộ binh: các sư đoàn bộ binh 27, 158, 178, 348, 359; Trung đoàn bộ binh 130, các tiểu đoàn bộ binh trượt tuyết độc lập 73, 74, 81, 82, 83.
  - Pháo binh: Các trung đoàn lựu pháo 336, 646; Trung đoàn pháo nòng dài 360, các tiểu đoàn phòng không độc lập 102, 103, 202.
  - Thiết giáp: Lữ đoàn xe tăng 153 gồm các tiểu đoàn 148, 165.
  - Công binh: Tiểu đoàn công binh công trình 39.
- Các đơn vị trực thuộc Phương diện quân:
  - Bộ binh: Sư đoàn 256
  - Kỵ binh: Quân đoàn kỵ binh 11
  - Pháo binh: Trung đoàn lựu pháo 108, các tiểu đoàn pháo binh độc lập 12, 64, 221.
  - Không quân: các sư đoàn tiêm kích 31, 38, 46; các trung đoàn cường kích 5 (cận vệ), 10, 193; các trung đoàn ném bom 132, 617; các trung đoàn vận tải 6 (cận vệ), 569.
- Thay đổi biên chế trong quá trình chiến sự
  - Tháng 4 năm 1942: bổ sung Tập đoàn quân xung kích 3 (6 sư đoàn, 3 lữ đoàn, 11 tiểu đoàn bộ binh, 2 lữ đoàn xe tăng, 4 trung đoàn pháo, súng cối và phòng không); Tập đoàn quân xung kích 4 (9 sư đoàn, 4 lữ đoàn, 24 tiểu đoàn bộ binh, 1 lữ đoàn, 2 tiểu đoàn xe tăng, 1 tiểu đoàn pháo tự hành, 1 đoàn tàu bọc thép, 4 trung đoàn và 3 tiểu đoàn pháo, súng cối và phòng không); Tập đoàn quân 31 (3 sư đoàn và 1 lữ đoàn bộ binh, 2 trung đoàn pháo binh).
  - Tháng 7 năm 1942: bổ sung Tập đoàn quân 41 (5 sư đoàn và 1 khung sư đoàn bộ binh, 3 trung đoàn pháo binh, 1 lữ đoàn xe tăng); Tập đoàn quân 58 (4 sư đoàn bộ binh, 1 trung đoàn pháo binh, 2 lữ đoàn xe tăng); Tập đoàn quân không quân 3 (3 sư đoàn tiêm kích, 1 sư đoàn ném bom, 2 sư đoàn cường kích, 8 trung đoàn ném bom - vận tải).
  - Tháng 10 năm 1942: rút bớt các tập đoàn quân 30, 31, 58; bổ sung Tập đoàn quân 43 (7 sư đoàn bộ binh, 5 trung đoàn pháo, súng cối, phòng không).

### Phương diện quân Tây
Do đại tướng G. K. Zhukov (đến tháng 8 năm 1942) và thượng tướng I. S. Konev (đến tháng 2 năm 1943) và trung tướng V. D. Sokolovsky chỉ huy. Thành phần bao gồm:
- Tập đoàn quân xung kích 1 do các trung tướng V. I. Kuznetsov (đến tháng 5 năm 1942), V. Z. Romanovsky (đến tháng 1 năm 1942), V. I. Morozov (đến tháng 2 năm 1943) và G. P. Korotkov chỉ huy. Biên chế tháng 1 năm 1942 gồm có:
  - Bộ binh: Các lữ đoàn bộ binh 29, 41,,44, 46, 47, 50, 55, 56; các lữ đoàn hải quân đánh bộ 62, 71, 84; các tiểu đoàn bộ binh trượt tuyết 1, 4, 5, 6, 7, 8, 17, 18, 19, 20; Tiểu đoàn bộ binh độc lập 310.
  - Kỵ binh: Các sư đoàn kỵ binh 17, 44.
  - Pháo binh: Trung đoàn pháo nòng dài 701, Trung đoàn lựu pháo 641, các tiểu đoàn pháo binh độc lập 1, 3, 38.
  - Thiết giáp: Lữ đoàn xe tăng 123, Tiểu đoàn trinh sát cơ giới 23.
  - Không quân: Sư đoàn cường kích 23; Trung đoàn vận tải 710.
  - Công binh: Tiểu đoàn cầu đường 2, các tiểu đoàn công binh công trình 214, 244, 381.
- Tập đoàn quân 5 (thành lập lần thứ hai) do trung tướng L. A. Govorov (đến tháng 4 năm 1942), các thiếu tướng I. I Fedyuninsky (đến tháng 10 năm 1942), thiếu tướng Y. T. Cherevichenko (đến tháng 2 năm 1943 và trung tướng V. S. Polenov chỉ huy. Biên chế tháng 1 năm 1942 gồm có:
  - Bộ binh: các sư đoàn bộ binh 19, 32, 50, 108, 144, 329, 336; Sư đoàn bộ binh cơ giới 82; các lữ đoàn bộ binh 37, 43, 60; các trung đoàn bộ binh 2, 457, 1310; Tiểu đoàn bộ binh đọc lập 300.
  - Pháo binh: Các trung đoàn lựu pháo 537, 552, 554, 572, 995; các trung đoàn pháo nòng dài 509, 703; các tiểiu đoàn pháo binh độc lập 2, 5, 27, 28, 37.
  - Thiết giáp: Lữ đoàn xe tăng 20, Trung đoàn cơ giới 36, Tiểu đoàn trinh sát cơ giới 7.
  - Không quân: Các trung đoàn vận tải 611, 692; phi đội trinh sát - liên lạc 702.
  - Công binh: Tiểu đoàn cầu đường 129, Tiểu đoàn công binh công trình 467.
- Tập đoàn quân 10 (thành lập lần thứ ba) do trung tướng F. I. Golikov (đến tháng 2 năm 1942) và thiếu tướng V. S. Popov chỉ huy. Biên chế tháng 1 năm 1942 gồm có:
  - Bộ binh: Các sư đoàn bộ binh 239, 322, 323, 324, 325, 326, 328, 330.
  - Pháo binh: Sư đoàn pháo binh cận vệ 10.
  - Không quân: Phi đội trinh sát, liên lạc 706
  - Công binh: các tiểu đoàn công binh công trình 694, 695.
- Tập đoàn quân 16 (thành lập lần thứ 2) do các trung tướng K. K. Rokossovsky (đến tháng 7 năm 1942) và I. Kh. Bagramian chỉ huy. Biên chế tháng 1 năm 1942 gồm có:
  - Bộ binh: Các sư đoàn bộ binh 9 (cận vệ), 18, 354; các lữ đoàn bộ binh 18, 36, 40, 49;
  - Kỵ binh: Quân đoàn kỵ binh cận vệ 2 có các sư đoàn kỵ binh cận vệ 3, 4 và sư đoàn kỵ binh 20.
  - Pháo binh: Các trung đoàn pháo nòng dài 138, 471, 523; các trung đoàn lựu pháo 289, 296, 610, 694; các trung đoàn súng cối 768, 863, 871; các tiểu đoàn hỏa tiễn cận vệ 17, 26, 30, 31; Trung đoàn phòng không 172.
  - Thiết giáp: Các lữ đoàn xe tăng 22, 146; Tiểu đoàn xe tăng 140; Đoàn tàu hỏa bọc thép 21.
  - Công binh: Tiểu đoàn công binh công trình 42; các tiểu đoàn công binh cầu đường 243, 499.
- Tập đoàn quân 20 (thành lập lần thứ 2) do các trung tướng A. A. Vlasov (đến tháng 3 năm 1942), M. A. Reiter (đến tháng 9 năm 1942), thiếu tướng N. I. Kiryukhin (đến tháng 12 năm 1942), trung tướng M. S. Khozin (đến tháng 4 năm 1943) và thiếu tướng N. E. Berzarin chỉ huy. Biên chế tháng 1 năm 1942 gồm có:
  - Bộ binh: Các sư đoàn bộ binh 331, 352; các lữ đoàn bộ binh 17, 28, 35; Lữ đoàn hải quân đánh bộ 64.
  - Pháo binh: Trung đoàn pháo nòng dài 517, Trung đoàn lựu pháo 483, các tiểu đoàn súng cối cận vệ 7, 15, 35.
  - Thiết giáp: Lữ đoàn xe tăng cận vệ 1; các lữ đoàn xe tăng 17, 24, 31, 145; Đoàn tàu hỏa bọc thép 53.
  - Không quân: Phi đội trinh sát-liên lạc 601
  - Công binh: Tiểu đoàn công binh công trình 226, các tiểu đoàn công binh cầu đường 127, 291.
- Tập đoàn quân 33 do trung tướng M. E. Efremov (đến tháng 4 năm 1942), đại tướng K. A. Mereskov (đến tháng 6 năm 1942), trung tướng M. S. Khozin (đến tháng 10 năm 1942) và trung tướng V. N. Gordov chỉ huy. Biên chế tháng 1 năm 1942 gồm có:
  - Bộ binh: Sư đoàn bộ binh cơ giới cận vệ 1; các sư đoàn bộ binh 93, 110, 113, 201, 222, 338; các sư đoàn bộ binh nhẹ 23, 24.
  - Pháo binh: Các trung đoàn pháo nòng dài 109, 364, 486; các trung đoàn lựu pháo 320, 403, 557; các tiểu đoàn pháo chống tăng 551, 600; các tiểu đoàn súng cối cận vệ 18, 25, 42; 1/2 trung đoàn Katyusha 3/590.
  - Công binh: Các tiểu đoàn công binh công trình 246, 321.
- Tập đoàn quân 43 do trung tướng K. V. Golubev chỉ huy. Biên chế tháng 1 năm 1942 gồm có:
  - Bộ binh: Các sư đoàn bộ binh 17, 53, 415; Quân đoàn trượt tuyết 5 (các lữ đoàn trượt tuyết 10, 201), tiểu đoàn bộ binh độc lập.
  - Pháo binh: 1/2 trung đoàn Katyusha 3/590; Trung đoàn pháo nòng dài 998; các trung đoàn lựu pháo 868, 869; Trung đoàn pháo chống tăng độc lập 275; Tiểu đoàn súng cối độc lập 24; các tiểu đoàn súng cối cận vệ 22, 41; các trung đoàn phòng không 64, 71 164, 230, 304.
  - Thiết giáp: Lữ đoàn xe tăng 26; Đoàn tàu hỏa bọc thép "Công nhân Podolsk".
  - Công binh: Các tiểu đoàn công binh công trình: 37, 38; các tiểu đoàn công binh cầu đường 273, 312; tiểu đoàn dò phá mìn 538.
- Tập đoàn quân 49 do thiếu tướng I. G. Zakharkin chỉ huy. Biên chế tháng 1 năm 1942 gồm có:
  - Bộ binh: Sư đoàn bộ binh cận vệ 5, các sư đoàn bộ binh 60, 133, 173, 194, 238; các lữ đoàn bộ binh 19, 26, 30, 34; tiểu đoàn bộ binh độc lập 299.
  - Pháo binh: Các trung đoàn pháo nòng dài 410, 564, 570; các trung đoàn lựu pháo 304, 593, 992; các tiểu đoàn súng cối cận vệ 4, 20, 33.
  - Thiết giáp: Các lữ đoàn xe tăng 18, 23.
  - Không quân: Phi đội trinh sát-liên lạc 686.
  - Công binh: Các tiểu đoàn công binh công trình 84, 103; các tiểu đoàn công binh cầu đường 452, 518.
- Tập đoàn quân 50 do trung tướng I. V. Boldin chỉ huy. Bien ché tháng 1 năm 1942 gồm có:
  - Bộ binh: Các sư đoàn bộ binh 154, 217, 258, 290, 340, 413
  - Kỵ binh: Sư đoàn kỵ binh 31.
  - Pháo binh: Trung đoàn pháo nòng dài 447; các tiểu đoàn súng cối cận vệ 21, 23, 34, 36 112; Trung đoàn phòng không 168.
  - Thiết giáp: Sư đoàn xe tăng 112; Lữ đoàn xe tăng 32, Tiểu đoàn xe tăng độc lập 131; Đoàn tàu hỏa bọc thép 22.
  - Không quân: Phi đội không quân hỗn hợp 698.
  - Công binh: Các tiểu đoàn công binh công trình 5, 70; các tiểu đoàn công binh cầu đường 451, 466.
- Các đơn vị trực thuộc Phương diện quân
  - Bộ binh: Sư đoàn bộ binh 160.
  - Kỵ binh: Quân đoàn kỵ binh cận vệ 1 (các sư đoàn kỵ binh cận vệ 1, 2); các sư đoàn kỵ binh 4, 41, 57, 75.
  - Pháo binh: Các trung đoàn pháo nòng dài 39, 528; Trung đoàn Katyusha 544; các trung đoàn lựu pháo 316, 533, 540, 766, 989; các trung đoàn súng cối cận vệ 8, 11, 12, 16, 19, 32; các trung đoàn phòng không 4, 21, 86, 111, 152, 210, 525.
  - Thiết giáp: Các lữ đoàn xe tăng 5, 9; Tiểu đoàn xe tăng độc lập 35; Đoàn thàu hỏa bọc thép 6.
  - Không quân: Các sư đoàn không quân hỗn hợp 28, 43, 47, 77, 146; Cụm không quân phòng không của tướng Nikolayenko (các sư đoàn không quân tiêm kích 10, 60), các phi đội trinh sát-liên lạc-cứu hộ 700, 701, 703.
  - Công binh: các tiểu đoàn công binh công trình 6, 111, 113, 122; các tiểu đoàn công binh dò phá mìn 9, 51, 61, 62, 64; các tiểu đoàn công binh cầu đường 136, 145, 290.
- Thay đổi biên chế trong quá trình chiến sự:
  - Tháng 4 năm 1942: Rút bớt Tập đoàn quân xung kích 1, bổ sung Tập đoàn quân 61 từ Phương diện quân Bryansk sang (6 sư đoàn bộ binh, 5 trung đoàn pháo binh, 1 lữ đoàn xe tăng, 3 trung đoàn không quân); Quân đoàn công binh đặc nhiệm (8 lữ đoàn công binh).
  - Tháng 7 năm 1942: Bổ sung Tập đoàn quân không quân 1 (4 sư đoàn tiêm kích, 2 sư đoàn ném bom, 5 sư đoàn cường kích, 1 sư đoàn vận tải, 1 trung đoàn trinh sát-liên lạc, 1 trung đoàn cứu hộ).
  - Tháng 10 năm 1942: Bổ sung các tập đoàn quân 29, 30, 31 (chuyển từ Phương diện quân Kalinin sang).

### Phương diện quân Bryansk
Do các trung tướng Ya. T. Cherevichenko (đến tháng 4 năm 1942), F. I. Golikov (đến tháng 7 năm 1942), N. E. Chibisov (đến tháng 9 năm 1942), K. K. Rokossovsky (đến tháng 9 năm 1942) và thượng tướng M. A. Reiter lần lượt chỉ huy. Thành phần bao gồm:
- Tập đoàn quân 3 do các thiếu tướng P. I. Batov (đến tháng 2 năm 1942), F. F. Zhmachenko (đến tháng 5 năm 1942) và P. P. Korzun lần lượt chỉ huy. Biên chế tháng 1 năm 1942 gồm có:
  - Bộ binh: Sư đoàn bộ binh cận vệ 6; các sư đoàn bộ binh 137, 212, 269, 283.
  - Pháo binh: Trung đoàn pháo nòng dài 569, Trung đoàn súng cối cận vệ 6, Trung đoàn phòng không 42.
  - Không quân: Sư đoàn không quân hỗn hợp 11
  - Công binh: Các tiểu đoàn công binh 511, 512.
- Tập đoàn quân 13 do thiếu tướng N. P. Pukhov chỉ huy. Biên chế tháng 1 năm 1942 gồm có:
  - Bộ binh: Các sư đoàn bộ binh 6, 132, 143, 148, 307.
  - Pháo binh: Các trung đoàn pháo binh 455, 462.
  - Không quân: Sư đoàn không quân hỗn hợp 61.
  - Công binh: Các tiểu đoàn công binh công trình 27, 275; Tiểu đoàn công binh cầu đường 533.
- Tập đoàn quân 61 do các trung tướng M. M. Popov (đến tháng 6 năm 1942) và P. A. Belov chỉ huy, Biên chế tháng 1 năm 1942 gồm có:
  - Bộ binh: Các sư đoàn bộ binh 342, 346, 350, 356, 387.
  - Kỵ binh: Sư đoàn kỵ binh 91.
  - Pháo binh: Trung đoàn pháo nòng dài 207; các trung đoàn súng cối cận vệ 40, 201.
  - Thiết giáp: Tiểu đoàn xe tăng 142.
  - Không quân: Sư đoàn không quân hỗn hợp 12
- Cụm kỵ binh cơ giới Kostenko do trung tướng F. Ya. Kostenko chỉ huy. Biên chế gồm có:
  - Bộ binh: Sư đoàn bộ binh cận vệ 1
  - Kỵ binh: Quân đoàn kỵ binh cận vệ 3 (các sư đoàn kỵ binh cận vệ 5, 6 và 32), các sư đoàn kỵ binh 52, 55.
  - Pháo binh: Trung đoàn pháo nòng dài 642.
  - Thiết giáp: Lữ đoàn xe tăng 129, Lữ đoàn cơ giới 34.
- Các đơn vị trực thuộc Phương diện quân:
  - Bộ binh: Các sư đoàn bộ binh 121, 287; các tiểu đoàn bộ binh độc lập 100, 101.
  - Kỵ binh: Sư đoàn kỵ binh cận vệ 21, các sư đoàn kỵ binh 29, 83.
  - Pháo binh: Trung đoàn pháo nòng dài 420, Trung đoàn lựu pháo 1002, Trung đoàn súng cối cận vệ 49, các trung đoàn phòng không 46, 386.
  - Thiết giáp: Lữ đoàn xe tăng 150.
  - Công binh: Tiểu đoàn công binh dò phá mìn 50, các tiểu đoàn công binh công trình 513 532, 535.
- Thay đổi biên chế trong quá trình chiến sự:
  - Tháng 4 năm 1942: Rút Tập đoàn quân 61 chuyển cho Phương diện quân Tây, giải thể Cụm kỵ binh cơ giới Kostenko, bổ sung Quân đoàn công binh đặc nhiệm 6 (3 lữ đoàn công binh công trình, 1 tiểu đoàn dò phá mìn).
  - Tháng 7 năm 1942: Bổ sung Tập đoàn quân 40 (6 sư đoàn và 3 lữ đoàn bộ binh, 9 trung đoàn pháo binh, 3 trung đoàn phòng không); bổ sung Tập đoàn quân 48 (3 sư đoàn và 2 lữ đoàn bộ binh, 1 sư đoàn kỵ binh, 7 trung đoàn pháo binh, 3 trung đoàn phòng không, 2 lữ đoàn xe tăng, 2 đoàn tàu bọc thép); bổ sung Tập đoàn quân xe tăng 5 (7 lữ đoàn xe tăng, 2 lữ đoàn cơ giới, 1 sư đoàn bộ binh); bổ sung Tập đoàn quân không quân 2 (3 sư đoàn tiêm kích, 2 sư đoàn ném bom, 3 sư đoàn cường kích, 1 cụm hàng không dân dụng).
  - Tháng 10 năm 1942: Rút tập đoàn quân không quân 2 chuyển cho Phương diện quân Stalingrad, bổ sung Tập đoàn quân không quân 15 (1 sư đoàn và 1 trung đoàn tiêm kích, 1 sư đoàn ném bom, 1 sư đoàn cường kích, 4 trung đoàn vận tải, 1 trung đoàn trinh sát-liên lạc-cứu hộ).
  - Tháng 1 năm 1943: Rút Tập đoàn quân 40 chuyển cho Phương diện quân Voronezh.

## Quân đội Đức Quốc xã
Cụm tập đoàn quân Trung tâm do thống chế Gunther von Kluge và thượng tướng Walter Model lần lượt chỉ huy. Biên chế từ tháng 1 năm 1942 đến tháng 1 năm 1943 gồm có:

### Tập đoàn quân xe tăng 2
Do trung tướng Rudolf Schmidt chỉ huy. Biên chế qua các giai đoạn của chiến dịch gồm có:
- Tháng 1 năm 1942:
  - Quân đoàn cơ giới 24 của tướng Willibald Freiherr von Langermann, gồm Sư đoàn cơ giới 10, Sư đoàn xe tăng 18, Cụm tác chiến Eberbach và Cụm tác chiến Usinger
  - Quân đoàn bộ binh 47 của tướng Joachim Lemelsen, gồm Sư đoàn cơ giới "Groß-Deutschland", Sư đoàn cơ giới 29, Sư đoàn bộ binh 134 và Cụm tác chiến Stenkhoff.
  - Quân đoàn bộ binh 53 của tướng Heinrich Clößner, gồm Sư đoàn xe tăng 4, các sư đoàn bộ binh 56, 112, 167, 296.
- Tháng 6 năm 1942:
  - Quân đoàn bộ binh 35 của tướng Edgar Theissen, gồm các sư đoàn bộ binh 262, 293, 350.
  - Quân đoàn xe tăng 47 của tướng Joachim Lemelsen (cải tổ từ Quân đoàn bộ binh 47), gồm các sư đoàn xe tăng 18, 20; các sư đoàn bộ binh 208, 211, 216, 339.
  - Quân đoàn bộ binh 53 của tướng Heinrich Clößner gồm các sư đoàn bộ binh 25, 56, 112, 134 và 296.
  - Sư đoàn bộ binh 707 (trực thuộc Tập đoàn quân)
- Tháng 1 năm 1943
  - Quân đoàn xe tăng 47 của tướng Joachim Lemelsen (cải tổ từ Quân đoàn bộ binh 47), gồm các sư đoàn xe tăng 18, 20; các sư đoàn bộ binh 208, 211, 216, 339
  - Quân đoàn bộ binh 35 của tướng Lothar Rendulic, gồm các sư đoàn xe tăng 4, 17, các sư đoàn bộ binh 56, 262.
  - Quân đoàn bộ binh 53 của tướng Heinrich Clößner, gồm các sư đoàn bộ binh 25, 26, 52, 112, 134, 293, 296.

### Tập đoàn quân xe tăng 3
Do trung tướng Georg-Hans Reinhardt chỉ huy. Biên chế qua các giai đoạn của chiến dịch gồm có:
- Tháng 1 năm 1942:
  - Quân đoàn xe tăng 46 của tướng Friedrich Kirchner, gồm các sư đoàn xe tăng 1, 2; Sư đoàn cơ giới 36.
  - Quân đoàn xe tăng 56 của tướng Ferdinand Schaal, gồm các sư đoàn xe tăng 6, 7; Sư đoàn bộ binh 14, Lữ đoàn cơ giới 900.
  - Quân đoàn bộ binh 59 của tướng Kurt von der Chevallerie, gồm các sư đoàn bộ binh 10, 205, Lữ đoàn cơ giới 10, các trung đoàn bộ binh 51, 257.
- Tháng 6 năm 1942:
  - Quân đoàn bộ binh 9 của tướng Hans Schmidt, gồm các sư đoàn bộ binh 7, 35, 78, 252.
  - Quân đoàn bộ binh 20 của tướng Friedrich Materna, gồm Sư đoàn xe tăng 20, các sư đoàn bộ binh 183, 255, 258, 292.
  - Quân đoàn xe tăng 41 gồm các sư đoàn xe tăng 9, 11, 19; các sư đoàn bộ binh 52, 56.
- Tháng 1 năm 1943:
  - Quân đoàn xe tăng 46 của tướng Hans-Karl von Esebeck, gồm các sư đoàn xe tăng 2, 5; Sư đoàn cơ giới 36; Sư đoàn bộ binh 342.
  - Quân đoàn bộ binh 9 của tướng Hans Schmidt, gồm các sư đoàn bộ binh 7, 35, 98, 252, 258, 292.
  - Quân đoàn bộ binh 20 của tướng Rudolf Freiherr von Roman, gồm các sư đoàn bộ binh 31, 183, 255.

### Tập đoàn quân xe tăng 4
Do trung tướng Richard Ruoff chỉ huy. Từ tháng 5 năm 1942, nó được rút về lực lượng dự bị trực thuộc OKH, đến tháng 7 năm 1942 được đưa vào biên chế Cụm tập đoàn quân Nam. Biên chế trong giai đoạn tham gia các hoạt động quân sự tại Rzhev-Vyazma gồm có:
- - Quân đoàn bộ binh 7 của tướng Ernst-Eberhard Hell gồm các sư đoàn bộ binh 3, 7, 197, 267.
  - Quân đoàn bộ binh 9 của tướng Hans Schmidt, gồm Sư đoàn xe tăng 20, các sư đoàn bộ binh 78, 87, 252.
  - Quân đoàn bộ binh 5 của tướng Wilhelm Wetzel, gồm các sư đoàn bộ binh 6, 23, 35, 106.

### Tập đoàn quân 2
Tập đoàn quân 2 (Đức) là tập đoàn quân liên tục có mặt tại Mặt trận Xô-Đức từ tháng 6 năm 1941 cho đến khi chiến tranh thế giới thứ hai ở châu Âu kết thúc. Qua nhiều lần thay đối biên chế và các đơn vị thành phần, nó vẫn liên tục có mặt trong đội hình Cụm tập đoàn quân Trung tâm (Đức) từ tháng 6 năm 1941 đến tháng 1 năm 1945. Trong thời gian từ tháng 1 năm 1942 đến tháng 3 năm 1943, tập đoàn quân này do các tướng Maximilian Reichsfreiherr von Weichs, Hans von Salmuth và Walter Weiss lần lượt chỉ huy. Biên chế trong các giai đoạn của chiến dịch gồm có:
- Tháng 1 năm 1942:
  - Quân đoàn bộ binh 48 do tướng Friedrich-Wilhelm von Chappuis chỉ huy, gồm các sư đoàn bộ binh 81, 126 và 250.
  - Quân đoàn bộ binh 55 do các tướng Erwin Vierow và Rudolf Freiherr von Roman lần lượt chỉ huy, gồm Sư đoàn xe tăng 3; Sư đoàn an ninh 221; các sư đoàn bộ binh 45, 95, 168 (1/3 biên chế), 299 (1/3 biên chế); Lữ đoàn bộ binh 1 SS.
  - Cơ quan chỉ huy Quân đoàn 35 (sáu khi các đơn vị của quân đoàn này được chuyển thuộc Tập đoàn quân xe tăng 2).
- Tháng 6 năm 1942:
  - Quân đoàn xe tăng 41 do tướng Josef Harpe chỉ huy, gồm các sư đoàn xe tăng 17, 19; Sư đoàn bộ binh 52.
  - Quân đoàn bộ binh 55 do tướng Rudolf Freiherr von Roman chỉ huy, gồm các sư đoàn bộ binh 45, 95, 299; Lữ đoàn bộ binh 1 SS.
  - Quân đoàn bộ binh 6 do tướng Bruno Bieler chỉ huy, gồm các sư đoàn bộ binh 6, 26, 256.
  - Tập đoàn quân 2 Hungary (1 sư đoàn cơ giới, 4 sư đoàn bộ binh).
- Tháng 1 năm 1943:
  - Quân đoàn bộ binh 7 do tướng Ernst-Eberhard Hell chỉ huy, gồm Sư đoàn xe tăng 27, các sư đoàn bộ binh 57, 75, 323, 387.
  - Quân đoàn bộ binh 13 do tướng Erich Straube chỉ huy, gồm các sư đoàn bộ binh 68, 82, 340, 377.
  - Quân đoàn bộ binh 55 do tướng Rudolf Freiherr von Roman chỉ huy, gồm các sư đoàn bộ binh 45, 88, 299, 383.

### Tập đoàn quân 4
Đây cũng là tập đoàn quân liên tục có mặt trong Chiến tranh Xô-Đức và luôn thuộc biên chế của Cụm tập đoàn quân Trung tâm (Đức) từ tháng 6 năm 1941 đến tháng 1 năm 1945. Trong giai đoạn tham chiến tại mặt trận Rzhev-Sychyovka-Vyazma, các tướng Ludwig Kübler, Gotthard Heinrici và Hans von Salmuth đã lần lượt chỉ huy tập đoàn quân này. Biên chế trong thời gian tham chiến tại mặt trận này gồm có:
- Tháng 1 năm 1942:
  - Quân đoàn bộ binh 12 do các tướng Walter Schroth chỉ huy, gồm các sư đoàn bộ binh 15, 17, 34, 263.
  - Quân đoàn bộ binh 13 do các tướng Otto-Ernst Ottenbacher và Friedrich Siebert lần lượt chỉ huy, gồm các sư đoàn 52, 98, 260, 268.
  - Quân đoàn bộ binh 40 do các tướng Hans Zorn và Georg Stumme lần lượt chỉ huy, gồm các sư đoàn bộ binh 10, 56, 216, 403.
  - Quân đoàn bộ binh 43 do các tướng Gerhard Berthold, Kurt Brennecke lần lượt chỉ huy, gồm các sư đoàn bộ binh 31, 131, 137; Trung đoàn bộ binh 4 SS và Trung đoàn cảnh binh Vyazma.
  - Quân đoàn bộ binh 57 do tướng Friedrich Kirchner chỉ huy, gồm Sư đoàn xe tăng 19, Sư đoàn bộ binh SS "Reich" và sư đoàn cơ giới 3.
- Tháng 6 năm 1942:
  - Quân đoàn bộ binh 12 do tướng Walther Gräßner chỉ huy, gồm các sư đoàn bộ binh 15, 34, 98
  - Quân đoàn bộ binh 13 do tướng Erich Straube chỉ huy, gồm Sư đoàn xe tăng 11, các sư đoàn bộ binh 82, 385.
  - Quân đoàn bộ binh 43 do các tướng Joachim von Kortzfleisch và Kurt Brennecke lần lượt chỉ huy, gồm các sư đoàn bộ binh 31, 34, 137, 201.
  - Quân đoàn xe tăng 56 do tướng Ferdinand Schaal chỉ huy, gồm Sư đoàn xe tăng 6, Sư đoàn bộ binh 328, Trung đoàn cơ giới 678, Trung đoàn pháo tự hành 643.
- Tháng 1 năm 1943:
  - Quân đoàn bộ binh 12 do tướng Kurt von Tippelskirch chỉ huy, gồm các sư đoàn bộ binh 260, 267, 268.
  - Quân đoàn bộ binh 43 do tướng Karl von Oven chỉ huy, gồm các sư đoàn bộ binh 31, 34, 137.
  - Quân đoàn xe tăng 56 do tướng Ferdinand Schaal chỉ huy, gồm các sư đoàn bộ binh 10, 131, 267, 321, 331.

### Tập đoàn quân 9
Tập đoàn quân này liên tục có mặt trước cửa ngõ Moskva trên khu vực Rzhev-Viazma từ Chiến dịch Typhoon cho đến mùa hè năm 1943, khi nó được chuyển sang hướng vòng cung Kursk. trong các chiến dịch tại khu vực Rzhev-Sychyovka-Vyazma từ mùa đông 1941 đến mùa xuân 1943, tập đoàn quân này do các tướng Walter Model, Albrecht Schubert, Heinrich von Vietinghoff-Scheel chỉ huy. Và đến tháng 12 năm 1942, tướng Walter Model lại một lần nữa quay lại chỉ huy tập đoàn quân này trong 4 tháng. Thành phần biên chế của nó qua các giai đoạn gồm có:
- Tháng 1 năm 1942:
  - Quân đoàn bộ binh 6 do tướng Bruno Bieler chỉ huy, gồm Sư đoàn xe tăng 5, các sư đoàn bộ binh 6, 26, 110, 161, 256.
  - Quân đoàn bộ binh 23 do tướng Albrecht Schubert chỉ huy, gồm các sư đoàn bộ binh 102, 206, 253; Lữ đoàn kỵ binh SS "Fegelein".
  - Quân đoàn bộ binh 27 do tướng Joachim Witthöft chỉ huy, gồm các sư đoàn bộ binh 86, 129, 162, 251.
- Tháng 6 năm 1942:
  - Quân đoàn bộ binh 6 do tướng Bruno Bieler chỉ huy, gồm Sư đoàn xe tăng 5, các sư đoàn bộ binh 6, 26, 256.
  - Quân đoàn bộ binh 23 do tướng Carl Hilpert chỉ huy, gồm Sư đoàn xe tăng 1, các sư đoàn bộ binh 102, 110, 129, 253.
  - Quân đoàn bộ binh 27 do tướng Walter Weiß chỉ huy, gồm Sư đoàn cơ giới 14, các sư đoàn bộ binh 86, 206, 251.
  - Quân đoàn bộ binh 41 do tướng Josef Harpe chỉ huy, gồm Sư đoàn cơ giới 36, các sư đoàn bộ binh 161, 342.
  - Quân đoàn bộ binh 46 do tướng Hans Zorn chỉ huy, gồm Sư đoàn xe tăng 2, Sư đoàn bộ binh SS "Das Reich", các sư đoàn bộ binh 15, 23.
  - Cụm tác chiến Gruppe Esebeck.
- Tháng 1 năm 1943:
  - Quân đoàn bộ binh 6 do tướng Hans Jordan, gồm Sư đoàn đổ bộ đường không 7, các sư đoàn bộ binh 83, 197, 330; Trung đoàn xe tăng 21.
  - Quân đoàn bộ binh 23 do tướng Johannes Frießner chỉ huy, gồm các sư đoàn xe tăng 12, 20; các sư đoàn bộ binh 86, 110, 253.
  - Quân đoàn bộ binh 27 do tướng Walter Weiß chỉ huy, gồm Sư đoàn xe tăng 9, các sư đoàn bộ binh 6, 72, 87, 95, 129, 206, 251, 256.
  - Quân đoàn xe tăng 39 do tướng Robert Martinek chỉ huy, gồm các sư đoàn xe tăng 1, 2; các sư đoàn bộ binh 78, 102, 216, 337.
  - Quân đoàn xe tăng 41 do tướng Josef Harpe chỉ huy, (cải tổ từ Quân đoàn bộ binh 41) gồm các sư đoàn xe tăng 11, 18, 19; Sư đoàn đổ bộ đường không 2, Sư đoàn kỵ binh SS, các sư đoàn bộ binh 52, 246.